# Francisco Llácer Pla
Francisco Llácer Pla (en valencien : Francesc Llàcer Pla)  (1918 Valence - 2002 Valence) est un compositeur espagnol  et un chef de chœur. Il a travaillé comme professeur au Conservatoire de Valence.

## Biographie
En 1932, à 14 ans, il a été appelé à Elche pour y chanter les parties de l'Ange et de l'Ara Coeli du Mystère d'Elche. Le contact avec la musique chorale aura une influence décisive sur son œuvre créative comme lui-même le reconnaîtra. Il a étudié au Conservatoire de Valence avec Manuel Palau i Boix et Josep Bàguena Soler.
Il a dû concilier le temps consacré à la musique avec son service de fonctionnaire de la Santé, occupant le poste d'Administrateur Général de l'École de Puériculture de Valence.
Son évolution musicale est pratiquement celle d'un autodidacte. Dans l'Espagne de la post-guerre, il n'a pas eu beaucoup d'occasions de voyager, et de ce fait, sa connaissance des avant-gardes musicales européennes a résulté de sa curiosité propre. Il a reconnu parmi les influences les plus importantes celle de Maurice Ravel et par-dessus tout celle de Béla Bartók, encore qu'il a été sensible à certaines idées esthétiques de la Seconde école de Vienne, principalement celles d'Alban Berg, le plus lyrique et « romantique » de la trinité viennoise.
Il est un des premiers compositeurs valenciens qui a assimilé les approches de l'avant-garde d'après guerre, tout en les combinant avec le lyrisme et les tournures du folklore valencien. Tomás Marco écrit: Llácer Pla offre une nouvelle et suggestive vision d'une forme de nationalisme musical à partir d'une perspective d'avant-garde. Plusieurs de ses œuvres d'avant-garde sont basées sur ses recherches harmoniques, telles que son concept de l'heptaphonisme et sa théorie des "accords équilibrés", basée sur le double sens de la résonance des corps sonores.

## Liste incomplète de ses œuvres

### Orchestre
- 1956 - Rondó mirmidón, pour orchestre.
- 1959 - Aguafuertes de una novela, suite symphonique.
- 1962 - Sincrección-Divertimento, pour orchestre à cordes.
- 1969 - Ballade Heptaphonique, pour orchestre à cordes.
- 1974 - El bosque de Opta, pour piano et orchestre.
- 1978 - Amén de Folies, pour orchestre.
- 1984 - Concerto de Piano.
- 1987 - Ricercare concertante, pour deux pianos et orchestre.

### Harmonie
- 1962 - Zoco esclavo y marcha oriental, pour harmonie.

### Musique vocale
- 1952 - Dos lieder amatorios, pour soprano et piano.
- 1957 - Tres Lieder y una coplilla, pour soprano et orchestre.
- 1966 - Nou cançons per a la intimitat, pour soprano, flûte, clarinette, basson et piano.
- 1974 - Migraciones, pour soprano et orchestre.
- 1977 - Loors de la Santísima Creu, pour soprano et piano (commande de Radio Nacional de España).

### Musique chorale
- 1953 - Campanar de Benigànim, pour chœur de femmes.
- 1954 - Triptyque Populaire, pour chœur d'enfants.
- 1956 - Primavera en hivern.
- 1959 - Al bon Déu, pour chœur d'enfants.
- 1960 - Cançoneta dels innocents, pour chœur d'enfants et orgue.
- 1964 - Himno de la enfermera, pour chœur de femmes et orchestre.
- 1966 - Misa puericia, pour chœur d'enfants et orgue.
- 1971 - Himne del jardiner, pour chœur d'hommes et harmonie.
- 1972 - Lamentació de Tirant lo Blanc, pour chœur.
- 1973 - Tres ratlles curtes, pour chœur d'enfants.
- 1975 - Ajonetes, pour chœur d'enfants.
- 1990 - Te Deum.

### Musique pour piano
- 1954 - Prélude pour piano.
- 1955 - Sonate pour Piano.
- 1956 - Noctámbulo, pour piano, op.8.
- 1960 - Sonatina pour Piano.
- 1981 - Dístico percutiente, pour piano, op.37.
- 1986 - Espacios sugerentes, pour piano.
- 1988 - Plurívoco, pour piano.
- 1994 - Breve Sonata mudante, pour piano, op.62.
- 1996 - Music, pour clavecin préparé en quart de tons, op.63.
- 199? - Jucunde et Pacificus, pour piano.
- 199? - Pavesa Célica, pour piano, op.66.

### Musique pour orgue
- 1961 - Salida pour orgue.
- 1977 - Liturgia I, pour orgue.
- 1986 - Versus in conmemoratione Ioannis Cabanilles, pour orgue.

### Musique de chambre
- 1963 - Pentámero, pour harpe.
- 1964 - Inventions, pour six instruments.
- 1970 - Ciclos, pour violon et piano.
- 1972 - Cançó per a la intimitat, pour violon et piano.
- 1974 - Motete para el día sexto, pour quatuor à cordes.
- 1977 - Episodios concertantes pour guitare, deux quatuors à cordes et percussion.
- 1979 - Huellas (Crono-frase sobra Miguel Hernández), pour violoncelle et piano, op.36
- 1980 - La otra trova Heptafónica, pour violoncelle et piano, op.39.
- 1981 - Liturgia II, pour quintette à vent.
- 1985 - Tenebrae, pour flûte et piano.
- 1987 - Textura y tropos, pour flûte et piano.
- 1990 - Come Ouverture alla italiana, pour guitare.
- 199? - Relatando imágenes, pour cor et piano, op.58.
- 199? - Elegía a una mirada, pour violon et violoncelle, op.64.
- 199? - Hacia el anochecer, pour violon et contrebasse, op.65.
- ? - Poetizando lo cotidiano, pour contrebasse, op.70.
- 2001 - Arquitecturas del silencio, pour alto et contrebasse, op.71.

Il a publié le manuel pédagogique : Guia Analítica de formas musicales para estudiantes (Guide Analytique des formes musicales pour les étudiants) (1982).